# Ancylorhynchus variegatus
Ancylorhynchus variegatus är en tvåvingeart som först beskrevs av Jacques-Marie-Frangile Bigot 1878.  Ancylorhynchus variegatus ingår i släktet Ancylorhynchus och familjen rovflugor. Inga underarter finns listade i Catalogue of Life.